# Cementerio Novodévichi

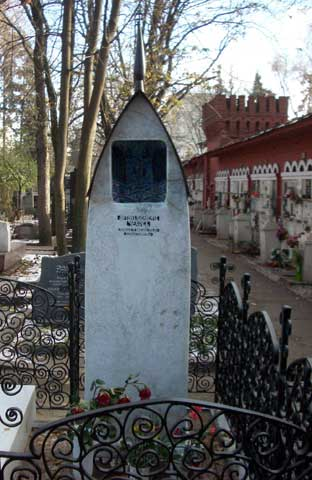
Tumba de Antón Chéjov en el Cementerio Novodévichi.

El Cementerio Novodévichi (en ruso: Новодевичье кла́дбище, trans. Novodévichiye kládbishche) es el cementerio más famoso de Moscú. Forma parte del conjunto conventual del Monasterio Novodévichi, que data del siglo XVI, declarado en 2004 Patrimonio de la Humanidad por la Unesco.
Fue inaugurado en 1898, cuando ya existían muchos enterramientos en los muros del monasterio. Uno de los primeros personajes notables en ser enterrado en el cementerio fue Antón Chéjov, cuya tumba es obra de Fiódor Shéjtel.
El cementerio alberga más de 27 000 tumbas, entre las que se encuentran las de distinguidos escritores, actores, poetas, científicos, líderes políticos y militares.
Se asemeja a un parque, con pequeñas capillas y grandes conjuntos escultóricos. Es un lugar más para visitar en Moscú. Existe la posibilidad de solicitar un plano en la oficina del cementerio.

## Personajes famosos
- Bela Ajmadúlina (1937-2010), poeta
- Pável Beliáyev (1925-1970), cosmonauta
- Gueorgui Beregovói (1921-1995), cosmonauta
- Matvéi Blánter (1903-1990), compositor
- Valeri Legásov (1936-1988), prominente científico soviético
- Boris Shcherbina (1919-1990), político Miembro del Sóviet Supremo de la Unión Soviética
- Vladímir Bonch-Bruiévich (1873-1955), político, historiador y escritor
- Serguéi Bondarchuk (1920-1994), actor y director
- Borís Brunov (1922-1997), actor
- Valeri Briúsov (1873-1924), escritor
- Valeri Brúmel (1942-2003), atleta
- Mijaíl Bulgákov (1881-1940), escritor
- Nikolái Bulganin (1895-1975), presidente del Consejo de Ministros de la URSS
- Antón Chéjov (1860-1904), escritor
- Victorio Codovilla (1894-1970), político
- Anton Lopatin (1897-1965), militar
- Gueorgui Chicherin (1872-1936), primer ministro
- Fiódor Chaliapin (1873-1938), cantante de ópera
- Iliá Erenburg (1891-1967), escritor
- Serguéi Eisenstein (1898-1948), director de cine
- Aleksandr Fadéyev (1901-1956), escritor
- Yekaterina Fúrtseva (1910-1974), ministra de cultura (1960-1974).
- Nikolái Gógol (1809-1852), escritor
- Irina Antónova (1922-2020), historiadora de arte.
- Andrei Gromiko (1909-1989), ministro de Relaciones Exteriores soviético y jefe de Estado de la URSS (1985-1988).
- Mijaíl Gorbachov (1931-2022), último secretario general del Partido Comunista y presidente de la Unión Soviética (1985-1991).
- Raísa Gorbachova (1932-1999), primera dama de la URSS, esposa de Mijail Gorbachov
- Serguéi Iliushin (1894-1977), ingeniero aeronáutico
- Mijaíl Isakovski (1900-1973), poeta
- Yuri Borisovich Levitán (1914-1983) Locutor de radio
- Velimir Jlébnikov (1885-1922), poeta futurista
- Nikita Jruschov (1894-1971), presidente del Consejo de Ministros de la URSS
- Piotr Kapitsa (1894-1984), físico, premio Nobel de Física de 1978
- Serguéi Kapitsa (1928-2012), físico y demógrafo
- Piotr Kropotkin (1842-1921), anarquista
- Piotr Lébedev (1866-1912), físico
- Aleksandr Lébed (1950-2002), militar y político
- Lev Landau (1908-1968), premio Nobel de Física
- Isaac Levitán (1860-1900), pintor
- Vladímir Mayakovski (1893-1930), poeta
- Viacheslav Mólotov (1890-1986), político
- Nikolái Ogariov (1813-1877), escritor y poeta
- David Óistraj (1908-1974), violinista
- Aleksandr Oparin (1894-1980), científico
- Lyudmila Pavlichenko (1916-1974), francotiradora
- Borís Polevói (1908-1981), escritor
- Serguéi Prokófiev (1891-1953), compositor
- Iván Pýriev (1901-1968), director de cine
- Yuri Roerich, prominente científico
- Mstislav Rostropóvich (1927-2007), violonchelista y director de orquesta
- Valentina Serova (1865-1911), actriz
- Alekséi Shchúsev (1873-1949), arquitecto
- Aleksandr Skriabin (1872-1915), compositor y pianista
- Dmitri Shostakóvich (1906-1975), compositor
- Nadezhda Alilúyeva (1901-1932), esposa de Iósif Stalin.
- Vasili Shukshín (1929-1974), escritor y actor
- Konstantín Stanislavski (1863-1938), director y actor de teatro
- Guerman Titov (1935-2000), cosmonauta
- Andréi Túpolev (1888-1972), ingeniero aeronáutico
- Vasili Úlrij (1889-1951), juez militar
- Andréi Voznesenski (1933-2010), poeta
- Lev Vygotski (1896-1934), teórico de la psicología del desarrollo.
- Borís Yeltsin (1931-2007), presidente de Rusia
- Alekséi Nikoláyevich (1883-1945), escritor
- Dmitri Hvorostovsky (1962-2017), barítono
- Sviatoslav Richter (1915-1997), pianista.
- Concordia Antarova (1886-1959), cantante lírica.